# 동지여자중학교
동지여자중학교(同志女子中學校)는 대한민국 경상북도 포항시 북구 용흥동에 있는 사립 중학교이다.

## 학교 연혁
- 1951년 11월 25일 : 동지중학교 여자부 인가 (1학급)
- 1954년 3월 3일 : 제1회 졸업식 (졸업생 94명)
- 1966년 3월 1일 : 개교(교명 동지여자중학교) 초대 교장 하태환 선생 취임
- 1974년 3월 2일 : 교훈 정심(正心) 제정. 교목 향나무, 교화 장미 지정
- 1992년 2월 12일 : 학교 이전 (용흥동 57번지에서 용흥동 511번지로)
- 2024년 1월 3일 : 제71회 졸업식(78명 졸업, 총 졸업생 20,890명)
- 2024년 3월 1일 : 제26대 교장 이승형 선생 취임
- 2024년 3월 4일 : 제74회 신입생 입학(77명)

## 학교 위치
- 1966년 3월 1일 ~ 1992년 2월 11일 : 북구 새마을로 2 (용흥동 / 現 용흥현대타워 1차)
- 1992년 2월 12일 ~ (현재) : 북구 용흥로 123 (용흥동)

## 참고 자료
- 동지여자중학교 - 한국교육학술정보원 학교알리미